# Križevec
Križevec je naselje v Občini Zreče. Ima 316 prebivalcev (moški: 178, ženske: 138), površino 1,6 km2 in povprečno nadmorsko višino 442 m.